# فقير حسين
فقير حسين (بالأردوية: مسٹر فقیر حسین)‏ (بالإنجليزية: Faqir Hussain)‏ هو لاعب كرة قدم وسياسي باكستاني، ولد في 15 مايو 1948 في باكستان. انتخب Member of the Provincial Assembly of the Punjab ‏ عن دائرة PP-116 Faisalabad-XX ‏ وقد انضم خلال فترته النيابية ‏ (15 أغسطس 2018 – )  للكتلة البرلمانية الرابطة الإسلامية الباكستانية.